# Johnny Thomsen
Johnny Juul Thomsen (Fredericia, 26 februari 1982) is een profvoetballer uit Denemarken, die bij voorkeur als middenvelder speelt. Hij begon zijn loopbaan bij FC Fredericia, de club uit zijn geboorteplaats.

## Interlandcarrière
Thomsen debuteerde onder leiding van bondscoach Morten Olsen in het Deens voetbalelftal. Dat gebeurde op 11 augustus 2010, toen de nationale A-ploeg met 2–2 gelijkspeelde tegen Duitsland in een vriendschappelijke wedstrijd in Kopenhagen. Andere debutanten in dat duel namens Denemarken waren Mike Jensen (Brøndby IF), Kasper Lorentzen (Randers FC) en Nicklas Pedersen (FC Groningen). Thomsen viel in dat duel na 27 minuten in voor Simon Poulsen. Hij speelde in totaal drie officiële interlands voor zijn vaderland.

## Erelijst
FC Kopenhagen
- Deense beker

2012